# إدغار إتش لويد
إدغار إتش لويد (بالإنجليزية: Edgar H. Lloyd)‏ هو عسكري أمريكي، ولد في 28 فبراير 1922 في بليثفيل في الولايات المتحدة، وتوفي في 16 نوفمبر 1944 في Pompey, Meurthe-et-Moselle ‏ في فرنسا.